# 弗雷迪·阿吉拉尔

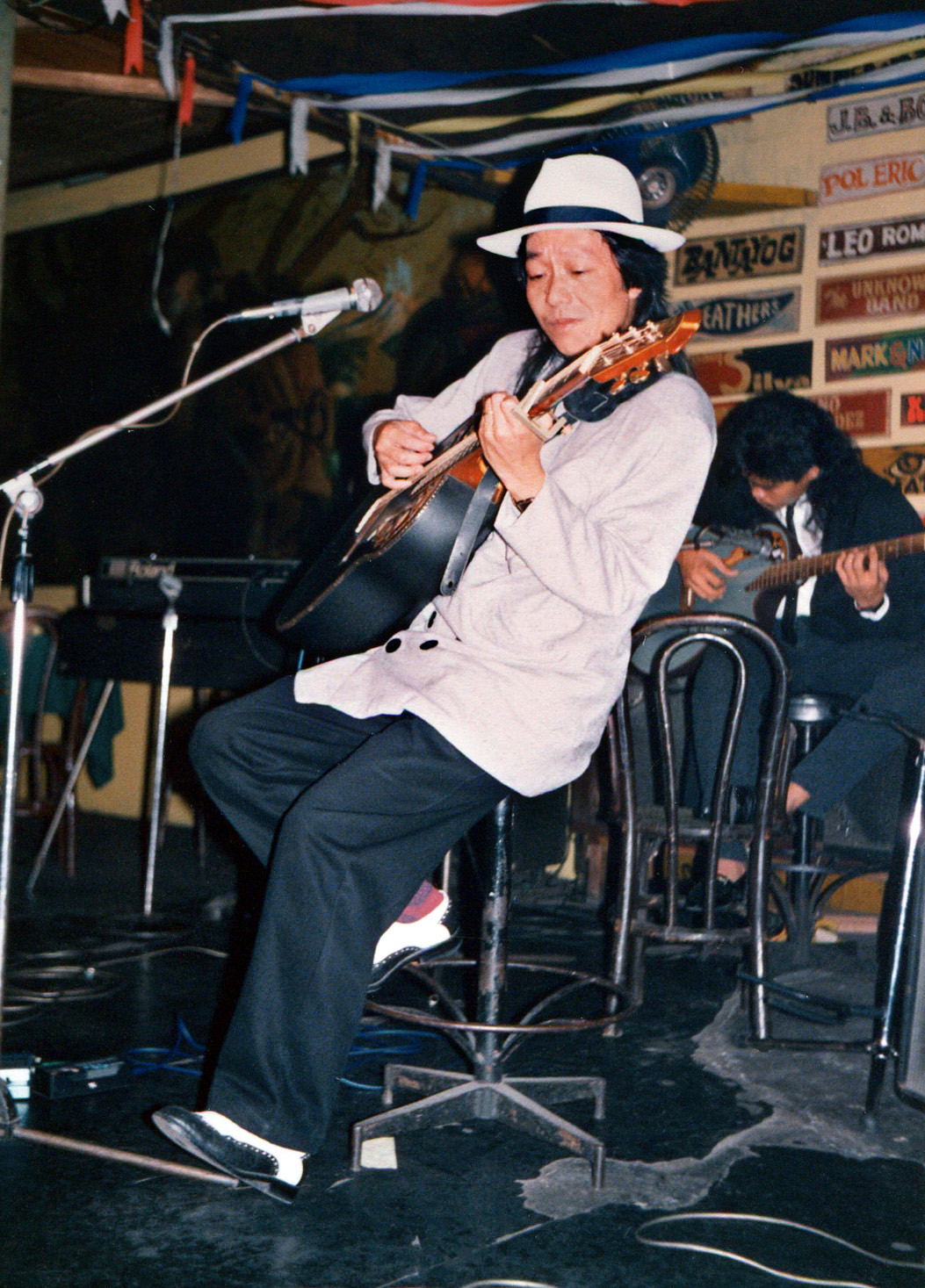
弗雷迪·阿吉拉尔」

弗雷迪·阿吉拉尔（1953年2月5日—2025年5月27日）是一位菲律宾音乐人，他有一首單曲是菲律賓最暢銷的單曲，而且該單曲被翻譯成數十種語言。歌曲。他還有一首歌曲成为1986年人民力量革命期间人們反对费迪南德·马科斯統治的象征。
2025年5月27日，阿吉拉尔因多器官功能障碍综合征去世，享年72岁。他于当天被安葬在馬尼拉南部公墓。 